# Портуньйол

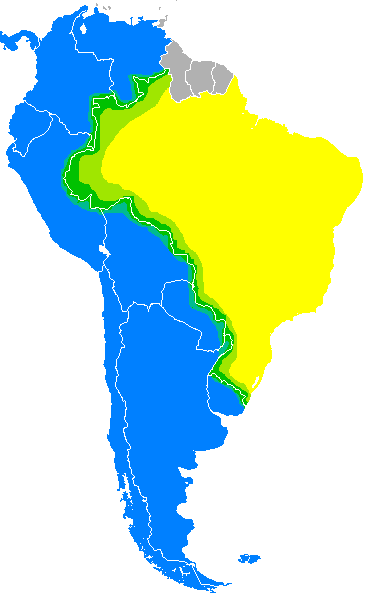
В Латинській Америці. Жовтий - португальська. Блакитний - іспанська. Зелений - портуньйол

На Іберійському півострові

Портуньйол, або портуньйоль (ісп. Portuñol, порт. Portunhol, також відомий як ісп. fronterizo, порт. fronteiriço, літер. "прикордонний" або misturado букв. "Змішаний") - Змішана розмовна мова на межах ареалів близькоспоріднених іспанської і португальської мов (Латинська Америка, особливо північний Уругвай, Бразилія, а також в Європі - в Португалії).

## Загальні відомості
Портуньйол є лінгва-франка, або спрощеною сумішшю з двох мов, що дозволяє людям, які говорять іспанською або португальською, і не володіють іншою мовою, спілкуватися один з одним.
Якщо носій однієї з мов намагатиметься говорити іншою мовою, то часто виникають «перешкоди» від рідної мови, яка викликає явище «перемикання кодів».
Оскільки португальська та іспанська є близькими романськими мовами, такі діалоги можна вести відносно вільно. Ці мови мають майже ідентичні синтаксичні структури та схожий словниковий запас, що означає, що при змішуванні виникає одна макрограматика. Наприклад, фраза en el hueco de la noite longa e langue ілюструє перемикання кодів між іспанським артиклем la і португальським іменником noite.
Мовний контакт між іспанською та португальською мовами – результат тривалого контакту між двома мовами у прикордонних регіонах та умовах багатомовної торгівлі. Такі регіони включають прикордонні райони між Португалією та Іспанією на Піренейському півострові, а також у районах між португаломовною Бразилією та іспаномовними сусідніми країнами, наприклад Уругвай та Парагвай. Оскільки портуньйол виникає спонтанно внаслідок випадкового змішування іспанської та португальської мов, він буває дуже різноманітним. Немає єдиного діалекту або стандарту портуньйолу. Однак, як правило, присутність іспанської в портуньйолі сильніша.
Останніми роками портуньйол почав з'являтися не лише у повсякденній мові, а й у інших сферах. Він став літературним засобом, особливо в Уругваї та Бразилії. Марія Хесус Фернандес Гарсія описує її як «лінгвістичний відпочинок від справжньої мови». Тим не менш, вона говорить про те, що література лише зрідка забезпечує справжнє уявлення про портуньйолу, і що автори часто обирають лише деякі характерні риси портуньйола. Одним із важливих літературних творів, написаних на портуньйолі, є Mar paraguayo бразильського автора Вілсона Буено. Наведений нижче уривок показує змішання іспанської та португальської в цьому романі.

## Приклади використання
| Португальська | Портуньйол | Іспанська |
| --- | --- | --- |
| Hoje me vejo diante de su olhar de morto, се homem я faz dançar castanholas на cama, mі faz sofrer, mі faz, mо construyu de dor і sangue, o sangue que verteu minha vida amarga. Des de sus ombros, мі destination igual àquele feito de um punhal na chave direita do coração. 1 Agora neste momento, eu não sei o falar com sua cara dura, roxos 2 os olhos soterrados, estes que eram meus olhos. | Hoy em veig endavant de la seva olhar de muerte, este hombre que me hace danzar castanholas en la cama, que em fa sofrir, я маю, що я маю construido de dolor і sangre, la sangre que verti mi vida amarga. Des de sus ombros, mi destination igual quel hecho de uno punhal en la clave derecha del corazón. 1 Ara en neste momento, yo no sê que parlar com su cara dura, rojos 2 los olhos soterrados, estos que eram mis ojos. | Hoy me veo davant de la seva mirada de mort, aquest home que em fa ballar castañuelas en la cama, que em fa patir, que em fa, que m'ha construido de dolor і sangre, la sangre que vertió mi vida amarga. Des sus hombros, mi destina igual aquél hecho de un puñal en la clave derecha del corazón. 1 Ara en este moment, no sé qué hablar con su cara dura, rojos 2 los ojos soterrados, estos que eran mis ojos. |
| Notes: 2 rojo/roxo — помилкові друзі перекладача, означають «червоний» іспанською та «фіолетовий» португальською. Через це незрозуміло, який колір мав на увазі автор. Однак, виходячи з контексту та описової реальності, вірогідніші "червоні очі", ніж "фіолетові". | | |

Поява викликає два різних ставлення до його існування: з одного боку, це розглядається як результат лінощів людей, які не бажають вивчити іншу мову; з іншого боку, він розглядається як логічний продукт глобалізації.
На думку Франсіско А. Маркоса Марина (Francisco A. Marcos Marín), складно передбачати майбутнє портуньйола, оскільки складно виділити, які тенденції є постійними, а які — ні.